# 德國觀光
德國是世界入境遊客數第7多的國家。

## 地点
德国位于中欧，拥有长久的历史和艺术传统，每年吸引了数百万游客。

最知名和最受欢迎的旅游目的地主要有勃兰登城门、欧洲被害犹太人纪念碑、科隆大教堂、罗腾堡小镇、新天鹅堡、国会大厦等。每年有十几万中国大陆游客选择前往“导师”卡尔·马克思在特里尔的故居参观。

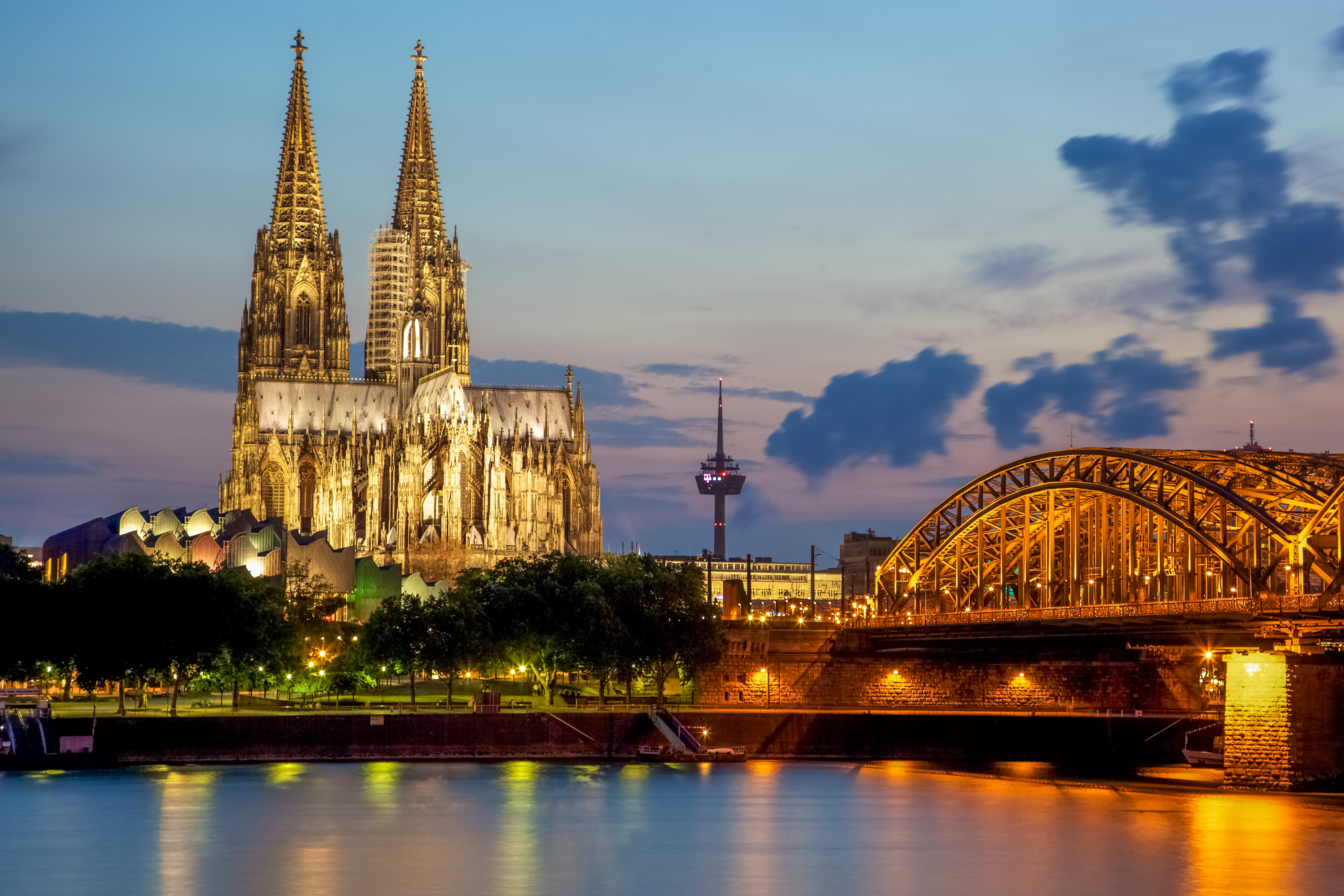
霍亨索伦大桥和科隆大教堂
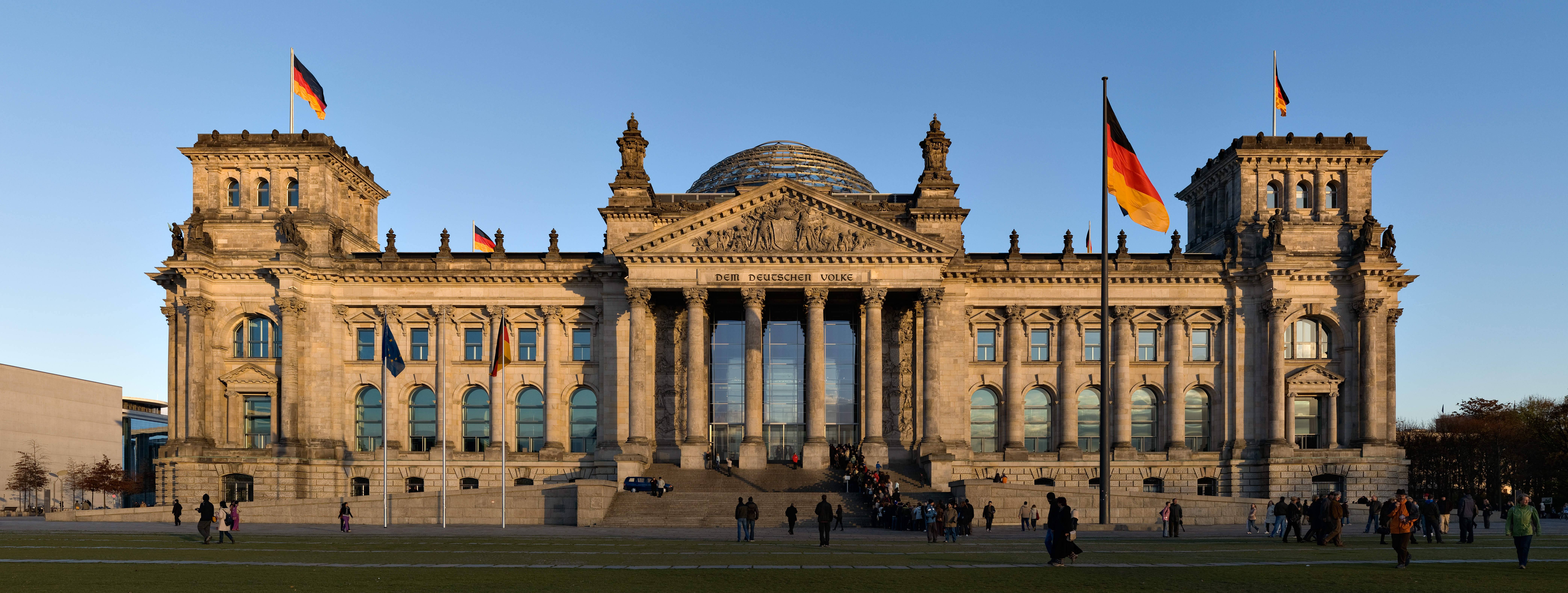
柏林议会大厦
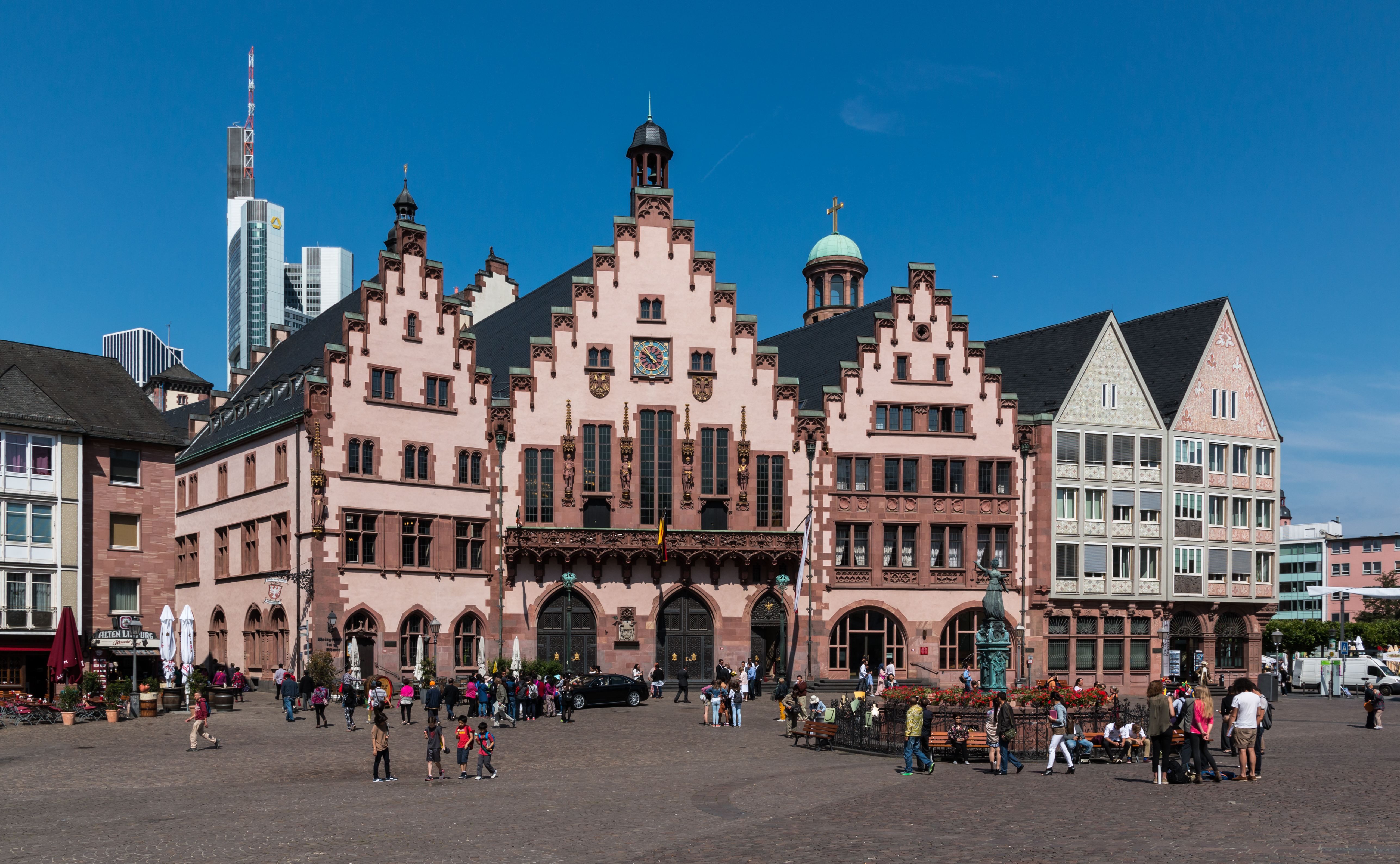
法兰克福
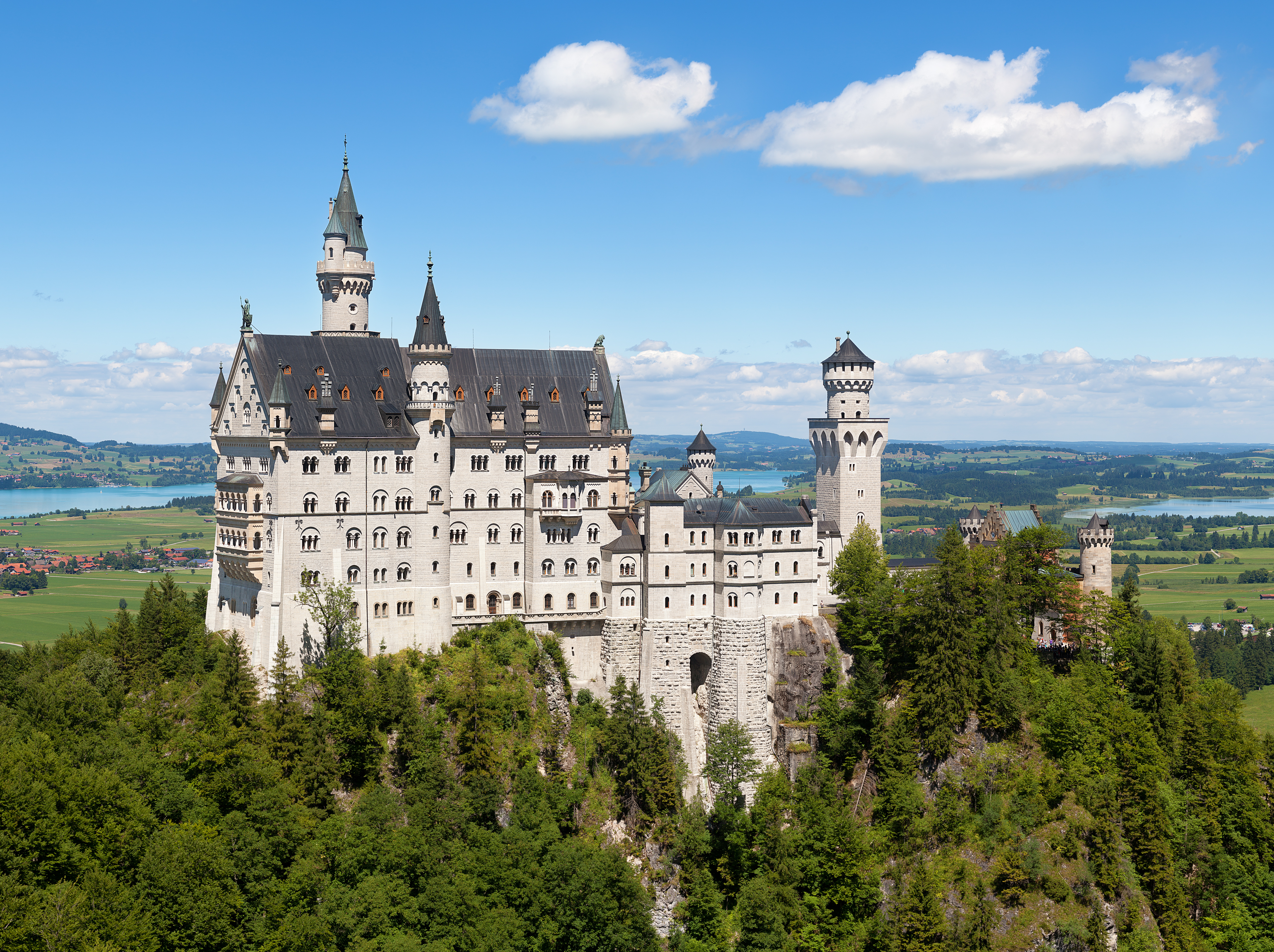
新天鹅堡
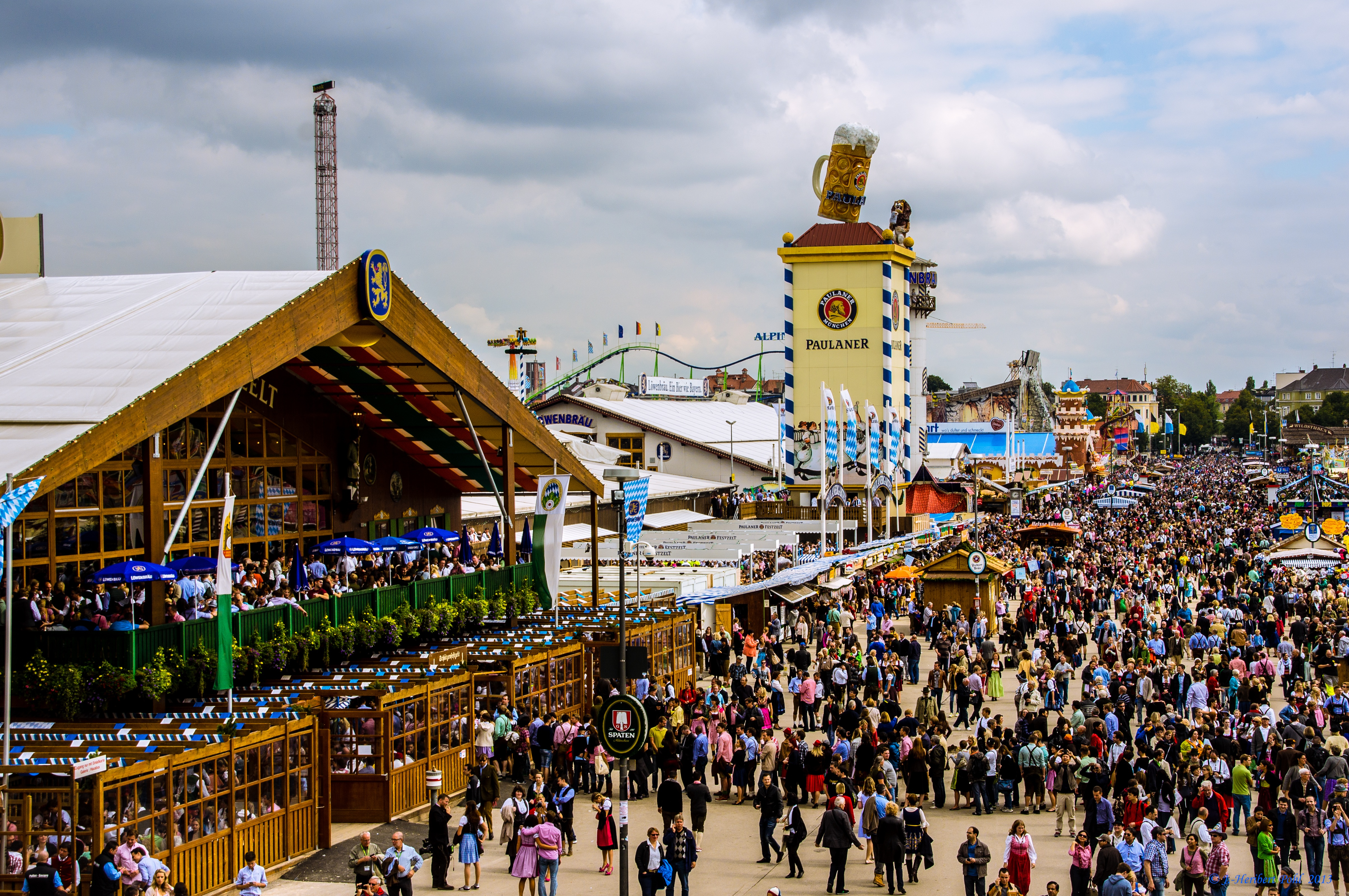
（慕尼黑啤酒节）现场

## 数据
2012年，有4072.6萬名外國遊客到訪德國並在德國停留超過一晚。2009年，大多數到訪德國的外國遊客主要來自荷蘭、美國和瑞士。此外，還有30%的德國人在自己國家度假。旅遊業創作了432億歐元的產地，佔德國GDP的4.5%，並且提供200萬個工作崗位，佔就業人口的4.8%。